# Nisída Tráchilos
Nisída Tráchilos är en ö i Grekland.   Den ligger i regionen Kreta, i den sydöstra delen av landet, 400 km sydost om huvudstaden Aten.